# Desmodium zenkeri
Desmodium zenkeri är en ärtväxtart som beskrevs av Anton Karl Schindler. Desmodium zenkeri ingår i släktet Desmodium och familjen ärtväxter. Inga underarter finns listade i Catalogue of Life.